# Parker Van Buren
Parker James Van Buren (* 26. April 2002 in Cross Plains) ist ein US-amerikanischer Volleyballspieler.

## Karriere
Van Burens Mutter war ebenfalls Volleyballspielerimn und seine erste Trainerin, als er im Alter von elf Jahren erstmals im Verein aktiv war. Er begann seine Karriere an der Middleton High School. Von 2021 bis 2025 studierte er an der Loyola University Chicago und spielte in der Universitätsmannschaft Ramblers. Mit der A-Nationalmannschaft spielt der Diagonalangreifer in der Nations League 2025. Zur Saison 2025/26 wechselt Van Buren zum deutschen Bundesligisten VfB Friedrichshafen.